# ريتشارد سامبسون
ريتشارد سامبسون (15 مايو 1860 في المملكة المتحدة - 12 يوليو 1927 في المملكة المتحدة) (بالإنجليزية: Richard Sampson)‏ هو لاعب كريكت بريطاني. لعب مع نادي مقاطعة ساسكس للكركيت ‏.

## وصلات خارجية
- ريتشارد سامبسون على موقع إي آس بي آن كريك إنفو (الإنجليزية)